# Древо пізнання (фільм, 1920)
«Древо пізнання» (англ. The Tree of Knowledge) — американська драма режисера Вільяма Ч. де Мілля 1920 року.

## Сюжет
Нечестива Белла закохує в себе Найджела Стенвона, молоду людину, яка збирається почати кар'єру як міністр. Вона спокушає його, спорожняє його банківський рахунок і кидає його в сторону. Браян, багатий старий друг Найджела, знаходить його у глибокому відчаї і забезпечує його роботою як наглядача у своєму родовому маєтку. Одного разу Браян вирушає в поїздку за кордон, і Найджел вражений, коли він повертається додому з новою дружиною — старою подругою Найджела Беллою.

## У ролях
- Федір Козлов — Адам
- Івонн Гарделль — Ліліт
- Роберт Воррік — Найджел Стенвон
- Кетлін Вільямс — Белла
- Ванда Гоулі — Моніка
- Том Форман — Браян
- Вінтер Голл — Мостін Голлінгсворт
- Ірвінг Каммінгс — Лофтус Роупелл
- Лойола О'Коннор — місіс Стенвон
- Кларенс Гелдарт — барон